# فيلوستراطوس
إسمه الكامل لوسيوس فلافيوس فيلوستراطوس (باليونانية: Φλάβιος Φιλόστρατος)‏ هو بليغ وفيلسوف يوناني من العصر الروماني من أثينا، ولد في عقد 170 ميلادية في مدينة ليمنوس حسب ما ذكر في الموسوعة البيزنطية سودا، والده أيضاً كان بلاغي وكان يحمل نفس الاسم، عاصر حكم الإمبراطور الروماني فيليب العربي وتوفي في سنة 250 ميلادية في مدينة صور.

## روابط خارجية
- فيلوستراطوس على موقع الموسوعة البريطانية (الإنجليزية)